# Old Firehand

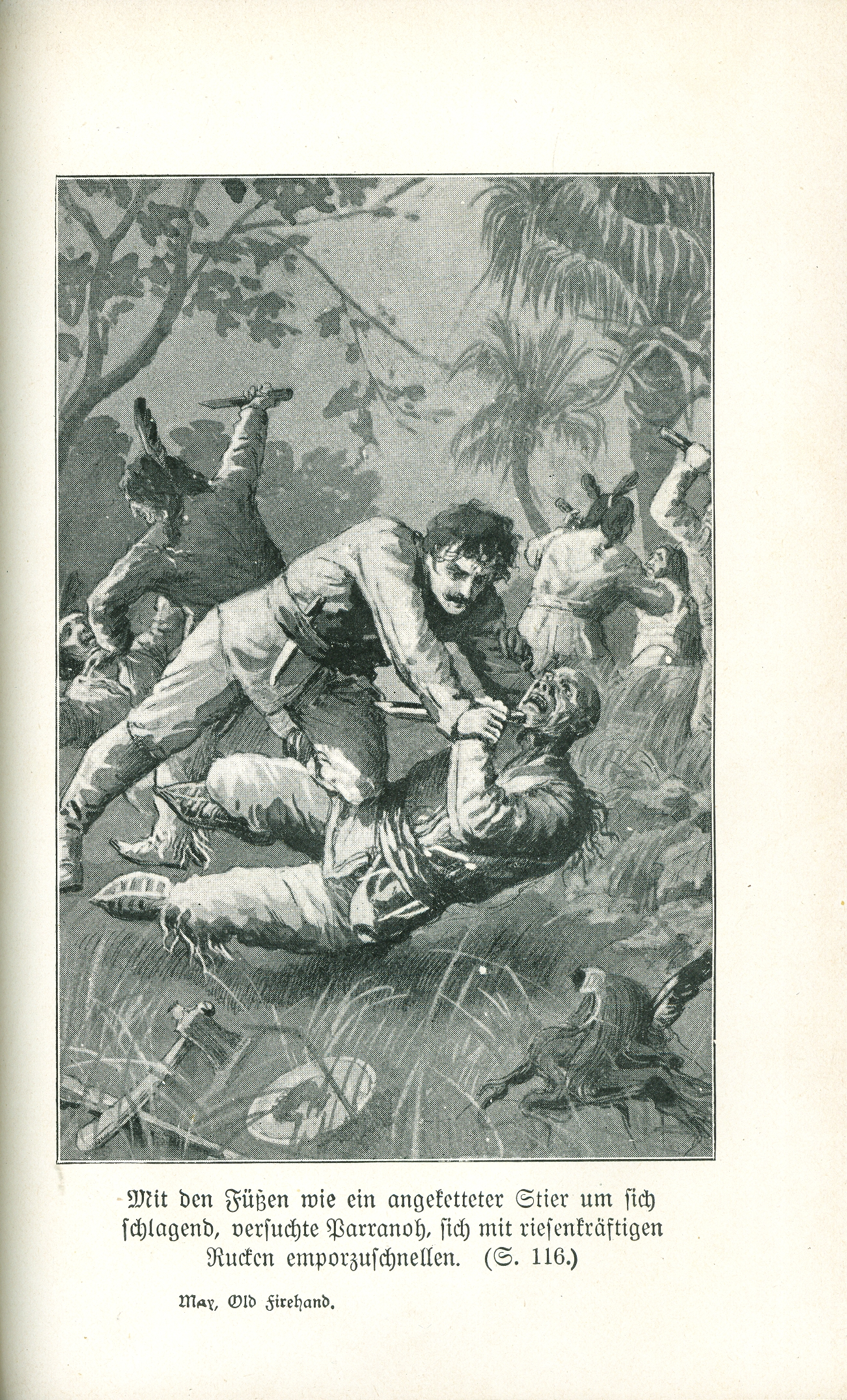
Old Firehand vechtend met Parranoh

Old Firehand is de krijgsnaam van een van de figuren van de Duitse schrijver Karl May in zijn wereldberoemde verhalen over Winnetou en Old Shatterhand, gesitueerd in het Wilde Westen.
Old Firehand heeft zijn naam te danken aan het feit dat hij de beste schutter is. Hij is 'sterk als een beer' en 'een van de beroemdste prairiejagers' (Winnetou, deel I). In de gelijknamige vertelling in het boek Winnetou, deel II wordt hij als reus omschreven, die al 'de zomer van het leven achter zich heeft'. In Duitsland was hij hoofdboswachter. Hij immigreerde met zijn (eerste) vrouw naar de Verenigde Staten  om in het Westen zijn geluk te beproeven. Hij liet zijn zoon bij een welgestelde familie in Duitsland achter. Zijn vrouw overleed tijdens de overtocht.
Old Firehand is een vriend van Winnetou. In het boek Winnetou, deel II ontmoet hij Old Shatterhand. Old Firehand is, net als Old Shatterhand en Winnetou, een perfectionist, die echter door zijn tragisch verleden ietwat voorbarig handelt, wat echter zelden voorkomt. In Winnetou, deel II wordt verteld dat Old Firehand verliefd werd op Ribanna, de dochter van opperhoofd Tah-scha-tunga van de Assineboins, en met haar trouwde. Ze krijgen een zoon, Harry, en een dochter. Ribanna en de dochter worden vermoord.
In de vertelling De schat in het Zilvermeer (Der Schatz im Silbersee) heeft het personage van Old Firehand weliswaar een vergelijkbare postuur maar wordt neergezet als iemand van rond de veertig wiens achternaam Winter is.
In de Duitse speelfilm Winnetou und sein Freund Old Firehand (1966) wordt de rol van Old Firehand gespeeld door de Canadese acteur Rod Cameron.